# Ізраїль на літніх Олімпійських іграх 1976
Ізраїль на літніх Олімпійських іграх 1976 року, які проходили у канадському місті Монреаль, був представлений 28 спортсменами (26 чоловіками та 2 жінками) у 10 видах спорту. Прапороносцем на церемоніях відкриття та закриття Олімпійських ігор була легкоатлетка Естер Рот-Шахаморов.
Ізраїль всьоме взяв участь у літніх Олімпійських іграх. Ізраїльські спортсмени не завоювали жодної медалі.

## Боротьба
Чоловіки
| Стиль           | Категорія | Спортсмен  | Раунд 1                    | Раунд 2                     | Раунд 3                | Раунд 4                     | Раунд 5                   | Фінал              | Фінал |
| Стиль           | Категорія | Спортсмен  | Суперник Результат         | Суперник Результат          | Суперник Результат     | Суперник Результат          | Суперник Результат        | Суперник Результат | Місце |
| --------------- | --------- | ---------- | -------------------------- | --------------------------- | ---------------------- | --------------------------- | ------------------------- | ------------------ | ----- |
| Вільна боротьба | −68 кг    | Рамі Мірон | Рональд Джозеф (ISV) W 4–0 | Леннарт Лундель (SWE) W 4–0 | Янош Кочіш (HUN) L 0-4 | Зігмонд Келевіц (AUS) W 3–1 | Павло Пінігін (URS) L 0-4 |                    | 7     |

## Важка атлетика
| Спортсмен   | Категорія | Ривок (кг) | Поштовх (кг) | Разом (кг) | Місце |
| ----------- | --------- | ---------- | ------------ | ---------- | ----- |
| Едуард Вайц | до 60 кг  | 110,0      | 152,5        | 262,5      | 5     |

## Вітрильний спорт
| Спортсмен              | Клас              | Заплив | Заплив | Заплив | Заплив | Заплив | Заплив | Заплив | Сума балів | Місце |
| Спортсмен              | Клас              | 1      | 2      | 3      | 4      | 5      | 6      | 7      | Сума балів | Місце |
| ---------------------- | ----------------- | ------ | ------ | ------ | ------ | ------ | ------ | ------ | ---------- | ----- |
| Єгуда Мааян Йоель Села | Летючий голандець | 12     | 16     | 17     | DSQ    | 13     | 15     | 16     | 125,0      | 17    |

## Гімнастика
Чоловіки
| Дисципліна         | Спортсмен | Кваліфікація | Кваліфікація | Кваліфікація | Кваліфікація | Кваліфікація | Кваліфікація | Кваліфікація | Кваліфікація | Фінал      | Фінал      | Фінал      | Фінал      | Фінал      | Фінал      | Фінал      | Фінал      |
| Дисципліна         | Спортсмен | Снаряд       | Снаряд       | Снаряд       | Снаряд       | Снаряд       | Снаряд       | Разом        | Місце        | Снаряд     | Снаряд     | Снаряд     | Снаряд     | Снаряд     | Снаряд     | Разом      | Місце      |
| Дисципліна         | Спортсмен | ВВ           | Кінь         | Кільця       | ОС           | ПБ           | Пер.         | Разом        | Місце        | ВВ         | Кінь       | Кільця     | ОС         | ПБ         | Пер.       | Разом      | Місце      |
| ------------------ | --------- | ------------ | ------------ | ------------ | ------------ | ------------ | ------------ | ------------ | ------------ | ---------- | ---------- | ---------- | ---------- | ---------- | ---------- | ---------- | ---------- |
| абсолютна першість | Дов Лупі  | Н/Д          | Н/Д          | Н/Д          | Н/Д          | Н/Д          | Н/Д          | Н/Д          | 68           | не пройшов | не пройшов | не пройшов | не пройшов | не пройшов | не пройшов | не пройшов | не пройшов |

## Дзюдо
| Спортсмен    | Категорія        | 1/32                              | 1/16               | Чвертьфінал        | Півфінал           | Втішний раунд 1    | Втішний раунд 2    | Втішний раунд 3    | Фінал / ПБ         | Фінал / ПБ |
| Спортсмен    | Категорія        | Суперник Результат                | Суперник Результат | Суперник Результат | Суперник Результат | Суперник Результат | Суперник Результат | Суперник Результат | Суперник Результат | Місце      |
| ------------ | ---------------- | --------------------------------- | ------------------ | ------------------ | ------------------ | ------------------ | ------------------ | ------------------ | ------------------ | ---------- |
| Йона Мельник | −70 кг, чоловіки | Роберто Жуаснабар Мачуссо (BRA) L | завершив змагання  | завершив змагання  | завершив змагання  | завершив змагання  | завершив змагання  | завершив змагання  | завершив змагання  | 19         |

## Легка атлетика
| Спортсмен           | Дисципліна               | Раунд             | Результат | Місце   | Прим. |
| ------------------- | ------------------------ | ----------------- | --------- | ------- | ----- |
| Естер Рот-Шахаморов | 100 м з бар'єрами, жінки | Відбірковий раунд | 13.06 с   | 2 місце | Q     |
| Естер Рот-Шахаморов | 100 м з бар'єрами, жінки | Півфінал          | 13.04 с   | 4 місце | Q     |
| Естер Рот-Шахаморов | 100 м з бар'єрами, жінки | Фінал             | 13.04 с   | 6 місце |       |

## Плавання
| Спортсмен  | Дисципліна                            | Раунд              | Час     | Місце | Прим.             |
| ---------- | ------------------------------------- | ------------------ | ------- | ----- | ----------------- |
| Дов Нісман | 400 м комплексним плаванням, чоловіки | Відбірковий заплив | 4:47.13 | 27    | не кваліфікувався |
| Аді Праг   | 100 м батерфляєм, чоловіки            | Відбірковий заплив | 59.99   | 36    | не кваліфікувався |
| Аді Праг   | 200 м батерфляєм, чоловіки            | Відбірковий заплив | 2:09.91 | 30    | не кваліфікувався |

## Стрільба
Чоловіки
| Спортсмен    | Дисципліна                      | Фінал | Фінал |
| Спортсмен    | Дисципліна                      | Бали  | Місце |
| ------------ | ------------------------------- | ----- | ----- |
| Міша Кауфман | гвинтівка, 50 м лежачи          | 591   | 12    |
| Міша Кауфман | гвинтівка, 50 м з трьох позицій | 1106  | 51    |

## Фехтування
|                    | Дисципліна           | Спортсмен  | Раунд   | Поєдинки                         | Поєдинки                    | Поєдинки                            | Поєдинки                       | Поєдинки                             | Місце |
| Суперник Результат | Дисципліна           | Спортсмен  | Раунд   | Суперник Результат               | Суперник Результат          | Суперник Результат                  | Суперник Результат             |                                      | Місце |
| ------------------ | -------------------- | ---------- | ------- | -------------------------------- | --------------------------- | ----------------------------------- | ------------------------------ | ------------------------------------ | ----- |
| Жінки              | індивідуальна рапіра | Нілі Дрорі | раунд 1 | Ніккі Франке (USA) L 2–5         | Магваш Шафаей (IRI) W 5–3   | Марія Консолата Колліно (ITA) W 5–1 | Клер Генлі-Галстед (GBR) L 0–5 | Корнелія Ганіш (GER) L 2–5           | 34    |
| Жінки              | індивідуальна рапіра | Нілі Дрорі | раунд 2 | Катерина Шталь-Єнчік (ROU) L 1–5 | Клодін ле Комте (BEL) L 1–5 | Карола Манджаротті (ITA) W 5–4      | Сюзан Райджслворт (GBR) L 0–5  | Гражина Сташак-Маковська (POL) L 1–5 | 34    |

## Футбол

### Команда
Головний тренер: Давид Швайцер
| N. | Поз. | Футболіст      | ДН                | Вік | Caps | Клуб                 |
| -- | ---- | -------------- | ----------------- | --- | ---- | -------------------- |
| 1  | GK   | Іцхак Віссокер | 18 серпня 1944    | 31  | ?    | Хапоель, Петах-Тіква |
| 2  | DF   | Авраам Лев     | 24 серпня 1948    | 27  | ?    | Бейтар, Тель-Авів    |
| 3  | MF   | Ярон Оз        | 10 травня 1952    | 24  | ?    | Маккабі, Тель-Авів   |
| 4  | DF   | Хаїм Бар       | 14 травня 1954    | 22  | 4    | Маккабі, Нетанья     |
| 5  | MF   | Моше Швайцер   | 24 квітня 1954    | 22  | ?    | Маккабі, Тель-Авів   |
| 6  | FW   | Віккі Перец    | 11 лютого 1953    | 23  | ?    | Маккабі, Тель-Авів   |
| 7  | MF   | Іцхак Шум      | 1 вересня 1948    | 27  | ?    | Хапоель, Кфар-Сава   |
| 8  | DF   | Елі Левенталь  | 18 березня 1953   | 23  | ?    | Хапоель, Хайфа       |
| 9  | MF   | Ріфаат Турк    | 16 серпня 1954    | 21  | ?    | Хапоель, Тель-Авів   |
| 10 | FW   | Гіді Дамті     | 31 жовтня 1951    | 24  | ?    | Шімшон, Тель-Авів    |
| 11 | GK   | Йозеф Сорінов  | 17 травня 1946    | 30  | ?    | Хапоель, Рамат-Ган   |
| 12 | DF   | Мейр Німні     | 29 вересня 1948   | 27  | ?    | Маккабі, Тель-Авів   |
| 13 | FW   | Одед Махнес    | 8 червня 1956     | 20  | ?    | Маккабі, Нетанья     |
| 14 | DF   | Аві Коен       | 14 листопада 1956 | 19  | ?    | Маккабі, Тель-Авів   |
| 15 | MF   | Єгошуа Гал     | 11 липня 1951     | 25  | ?    | Маккабі, Нетанья     |
| 16 | FW   | Єгуд Бен-Товім | 12 серпня 1952    | 23  | ?    | Бней-Єгуда           |
| 17 | DF   | Алон Бен-Дор   | 18 березня 1952   | 24  | ?    | Хапоель, Беер-Шева   |

### Груповий турнір
Група Б
Турнірна таблиця
| Team      | Pld | W | D | L | GF | GA | GD | Pts |
| --------- | --- | - | - | - | -- | -- | -- | --- |
| Франція   | 3   | 2 | 1 | 0 | 9  | 3  | +6 | 5   |
| Ізраїль   | 3   | 0 | 3 | 0 | 3  | 3  | 0  | 3   |
| Мексика   | 3   | 0 | 2 | 1 | 4  | 7  | −3 | 2   |
| Гватемала | 3   | 0 | 2 | 1 | 2  | 5  | −3 | 2   |

Зіграні матчі
| 19 липня 1976 12:00 |

| Ізраїль | 0 – 0  | Гватемала |
| ------- | ------ | --------- |
|         | Report |           |

| Варсіті (стадіон), Торонто Глядачів: 9.500 Арбітр: Vladimir Rudnev |

| 21 липня 1976 12:00 |

| Мексика         | 2 – 2  | Ізраїль               |
| --------------- | ------ | --------------------- |
| Ранхель 19' 44' | Report | Оз 51' Шум 55' (pen.) |

| Олімпійський стадіон (Монреаль) Глядачів: 36.569 Арбітр: Альберто Мікелотті |

| 23 липня 1976 12:00 |

| Франція            | 1 – 1  | Ізраїль   |
| ------------------ | ------ | --------- |
| Платіні 80' (pen.) | Report | Перец 75' |

| Олімпійський стадіон (Монреаль) Глядачів: 33.639 Арбітр: Рамон Баррето |

### Чвертьфінал
| 25 липня 1976 12:00 |

| Бразилія                                | 4 – 1  | Ізраїль   |
| --------------------------------------- | ------ | --------- |
| Жарбас 56' 74' Ерівельто 72' Жуніор 88' | Report | Перец 80' |

| Varsity Stadium, Toronto Глядачів: 18.601 Арбітр: Карой Палотаї |